# Karol Jabłoński (major)
Karol Jabłoński (ur. 5 listopada 1903 w Łodzi, zm. 9 lutego 1953 we Wronkach) – major saperów Armii Krajowej.

## Życiorys
Był absolwentem Oficerskiej Szkoły Inżynierii w Warszawie. 1 października 1925 Prezydent RP Stanisław Wojciechowski mianował go podporucznikiem ze starszeństwem z 1 lipca 1925 i 13. lokatą w korpusie oficerów inżynierii i saperów, a minister spraw wojskowych wcielił do 1 Pułku Saperów w Legionowie. 15 lipca 1927 został mianowany porucznikiem ze starszeństwem z dniem 1 lipca 1927 i 11. lokatą w korpusie oficerów inżynierii i saperów. W kwietniu 1928 został przeniesiony do kadry oficerów saperów z równoczesnym przydziałem do batalionu szkolnego saperów w Modlinie. W sierpniu 1929 został przydzielony do Centrum Wyszkolenia Saperów w Modlinie. Z dniem 1 grudnia 1934 został przeniesiony z Szefostwa Saperów Ministerstwa Spraw Wojskowych do Dowództwa Saperów MSWojsk. Na stopień kapitana został mianowany ze starszeństwem z dniem 19 marca 1937 i 22. lokatą w korpusie oficerów saperów.
W styczniu 1944 przeszedł do Wydziału Saperów Oddziału III KG AK. W komendzie Głównej AK zajmował się sprawą Oświęcimia. W powstaniu warszawskim stał na czele III Oddziału Operacyjnego „Cyrkiel” – „Wilk” AK.
9 lutego 1953 zmarł w szpitalu Centralnego Więzienia Karnego Wronki . Grób symboliczny znajduje się na Cmentarzu Wojskowym w Kwaterze „na Łączce”.